# Ariane Mnouchkine
Ariane Mnouchkine (ur. 3 marca 1939 w Boulogne-Billancourt) – francuska reżyserka teatralna i filmowa oraz scenarzystka. Współzałożycielka paryskiego Théâtre du Soleil. Pochodzi z rodziny związanej ze środowiskiem filmowym. Jej ojciec, Alexandre Mnouchkine, z pochodzenia Rosjanin, był producentem filmowym. 
Pierwszym sukcesem Ariane Mnouchkine była nominacja do Oskara w 1964 roku dla filmu Człowiek z Rio, do którego napisała scenariusz. Druga nominacja do tej nagrody to film Molière, zrealizowany w latach 1976–1978 z obsadą aktorów z Théâtre du Soleil. Produkcję zrealizowano z wielkim rozmachem i z przepychem dekoracji, uznanie krytyki wzbudziły rozwiązania inscenizacyjne, a film uznano za jedną z najlepszych biografii w historii kina.
Kolejnym sukcesem okazał się film 1789, traktujący o rewolucji francuskiej. 
Reżyserka swój sukces oparła na udanym połączeniu formy teatralnej ze sztuką filmową.
18 czerwca 2008 otrzymała doktorat honoris causa Uniwersytetu Oksfordzkiego.
W 2019 roku została odznaczona Nagrodą Kioto w dziedzinie sztuki i filozofii.